# フュージレイド作戦
フュージレイド作戦（英：Operation Fusilade）は第二次世界大戦中の1944年に計画されたフランスのディエップ港への攻撃作戦である。
ディエップの町を占領していたドイツ軍部隊は町の守備命令を受けていなかったので、連合国軍の攻撃の少し前に撤退した。このため作戦のほとんどが中止された。1944年9月1日にカナダ第2歩兵師団所属の第8偵察連隊（第14ユサール）が町に入った時に住民から温かい歓迎を受けた。町への艦砲射撃計画と爆撃計画は直前になって急きょ中止された。
同じ日に近くの小さな漁港ル・トレポーはカナダ第3歩兵師団により占領された 。
数日後、カナダ軍共同墓地の近くで1942年のディエップの戦いの戦死者に対する栄誉記念式典が行われた。

## その後
ドイツ軍は港湾施設、橋梁を部分的にしか破壊できなかった。9月6日には最初の船から積み荷を降ろすことができ、9日にはガソリンと石油を積んだ列車がブリュッセルへ出発した。ディエップから第21軍集団の必要とする物資の四分の一を供給することができた。

## 参考
- “REPORT NO. 183; CANADIAN PARTICIPATION IN THE OPERATIONS IN NORTH WEST EUROPE, 1944. PART IV: FIRST CANADIAN ARMY IN THE PURSUIT (23 AUG - 30 SEP)”.   HISTORICAL SECTION, CANADIAN MILITARY HEADQUARTERS. 2009年7月9日閲覧。

1. 1 2  Report 183, para.157
2. 1 2 3  “The Campaign in North-West Europe: The Channel Ports, September 1944”. The Canadian Army, 1939-1945.  Department of National Defence. p. 224. 2010年1月5日閲覧。
3. ↑  Report 183, para.158
4. ↑  Report 183, para.160